# Умм-Алі
Умм-Алі́ — дрібний острів в Червоному морі в архіпелазі Дахлак, належить Еритреї, адміністративно відноситься до району Дахлак регіону Семіен-Кей-Бахрі.

## Географія
Розташований за 10 км на північний схід від острова Дехель, за 11 км на захід від острова Ентуфаш та за 20 км на схід від острова Харат. Має овальну видовжену з північного сходу на південний захід форму. Довжина 810 м, ширина до 300 м. Острів облямований кораловими рифами. На сході знаходиться ще один невеликий острів без назви з розмірами 360×190 м.